# 铜星乡
铜星乡，是中华人民共和国四川省绵阳市江油市曾经下辖的一个乡。2019年12月，撤销铜星乡，将其所属行政区域划归重华镇管辖。

## 行政区划
铜星乡撤销前下辖以下地区：
五佛村、福长村、宝藏村、白坭村、菩堤村、兴旺村和铜广村。